# Achämenidenreich

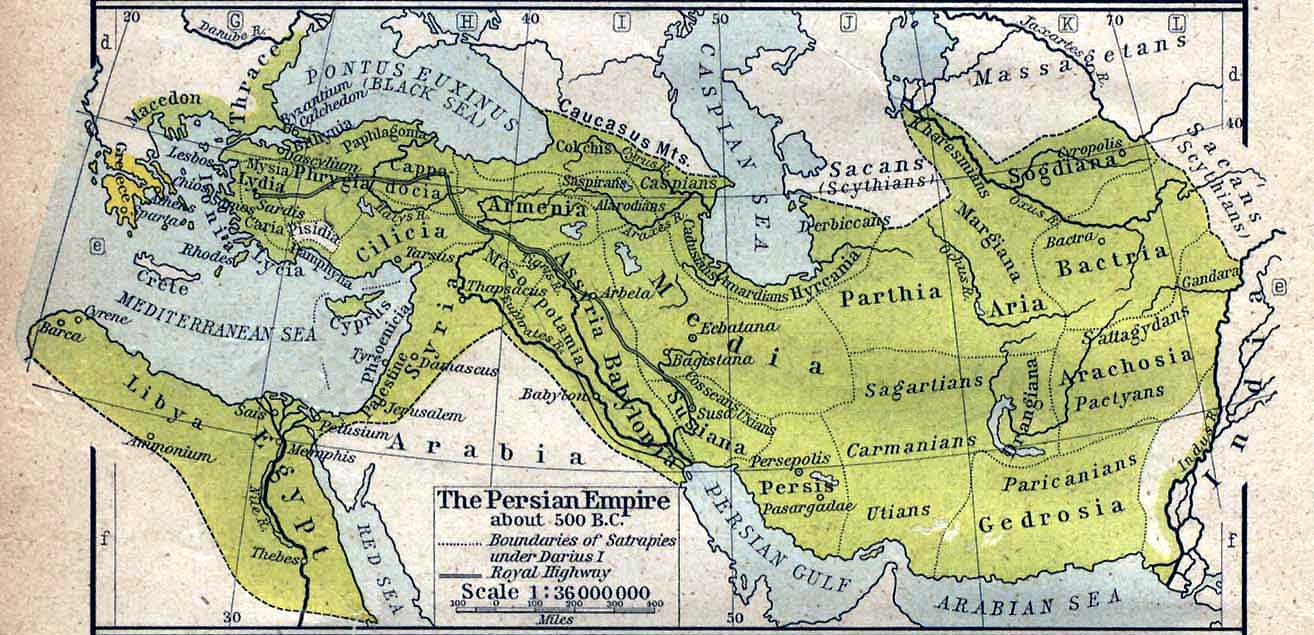
Das Perserreich um 500 v. Chr.

Das Achämenidenreich oder Achaimenidenreich (auch als Altpersisches Reich bezeichnet) war das erste persische Großreich. Es erstreckte sich vom späten 6. Jahrhundert v. Chr. bis ins späte 4. Jahrhundert v. Chr. über Gebiete der heutigen Staaten Türkei, Zypern, Iran, Irak, Afghanistan, Usbekistan, Tadschikistan, Turkmenistan, Syrien, Libanon, Israel und Ägypten. Das durch Herodot und andere altgriechische Historiker der Geschichtswissenschaft bekannt gemachte Achämenidenreich expandierte erstmals 550 v. Chr. unter Kyros II. (regierte von etwa 559 bis 530 v. Chr.) durch die Annexion des Mederreiches. Unter den Nachfolgern erfolgte die Fortsetzung bis zur späteren größten Ausdehnung, die ihren Höhepunkt um 500 v. Chr. unter Dareios I. erreichte und zu dieser Zeit auch Teile der heutigen Staaten Libyen, Griechenland, Bulgarien, Pakistan sowie Gebiete im Kaukasus, Sudan und Zentralasien umfasste. Im Jahr 330 v. Chr. beendete Alexander der Große die Herrschaft der Achämeniden, deren letzter Herrscher Dareios III. war.
Der Name des Reiches leitet sich von der persischen Dynastie der Achämeniden (auch Achaimeniden) ab. Diese die legendären früheren Herrscher (wie sie etwa im Schāhnāme geschildert werden) ablösende Dynastie ist nach dem Stammvater Achaimenes benannt, der die Perser gemäß der Legende von einem Siedlungsbereich in der Gegend um den Urmiasee in das später nach ihnen benannte Land Persis (heute Fars) geführt haben soll. Der Name Achaimenes ist die griechische Form des Namens Hachamanisch.
Das Achämenidenreich tritt in der westlichen Geschichtsbetrachtung vor allem als Gegenspieler der Griechen auf. Als Eckdaten gelten 490 bzw. 480 v. Chr. (Schlachten bei Marathon und Salamis) und die Jahre 334 bis 330 v. Chr. (Eroberungszug durch Alexander den Großen). Von dieser Perspektive aus wurde die herausragende Rolle des Reiches im Hinblick auf die Geschichte des Vorderen Orients, und, wie sich in der neueren Forschung herausstellt, auch auf die Entwicklung des antiken Griechenlands, weitgehend verkannt. In der Bibel ist das Bild der Perser positiv; hier erscheinen sie als Befreier der Juden und Förderer ihrer religiösen und kulturellen Bedürfnisse. Die historische Rolle, die dem Achämenidenreich in den 220 Jahren seiner Geschichte zukommt, ist jedoch viel bedeutender. So wurde zum ersten Mal in der Geschichte der gesamte Vordere Orient unter einer Herrschaft vereint. Kulturelle, wissenschaftliche und wirtschaftliche Errungenschaften prägten das Innere des Reiches in einem viel stärkeren Maße als die Kriege mit den Griechen oder Aufstände in den einzelnen Provinzen.
Das Guinness-Buch der Rekorde weist das Achämenidenreich als das größte Reich aller Zeiten aus, wenn nach dem Anteil an der Weltbevölkerung gemessen wird, nämlich ca. 44 % an der Weltbevölkerung um 500 v. Chr. (49 Millionen von 112 Millionen). Andere Quellen gehen von einer Bevölkerung von 17 bis 35 Millionen Einwohnern aus.

## Historische Quellen

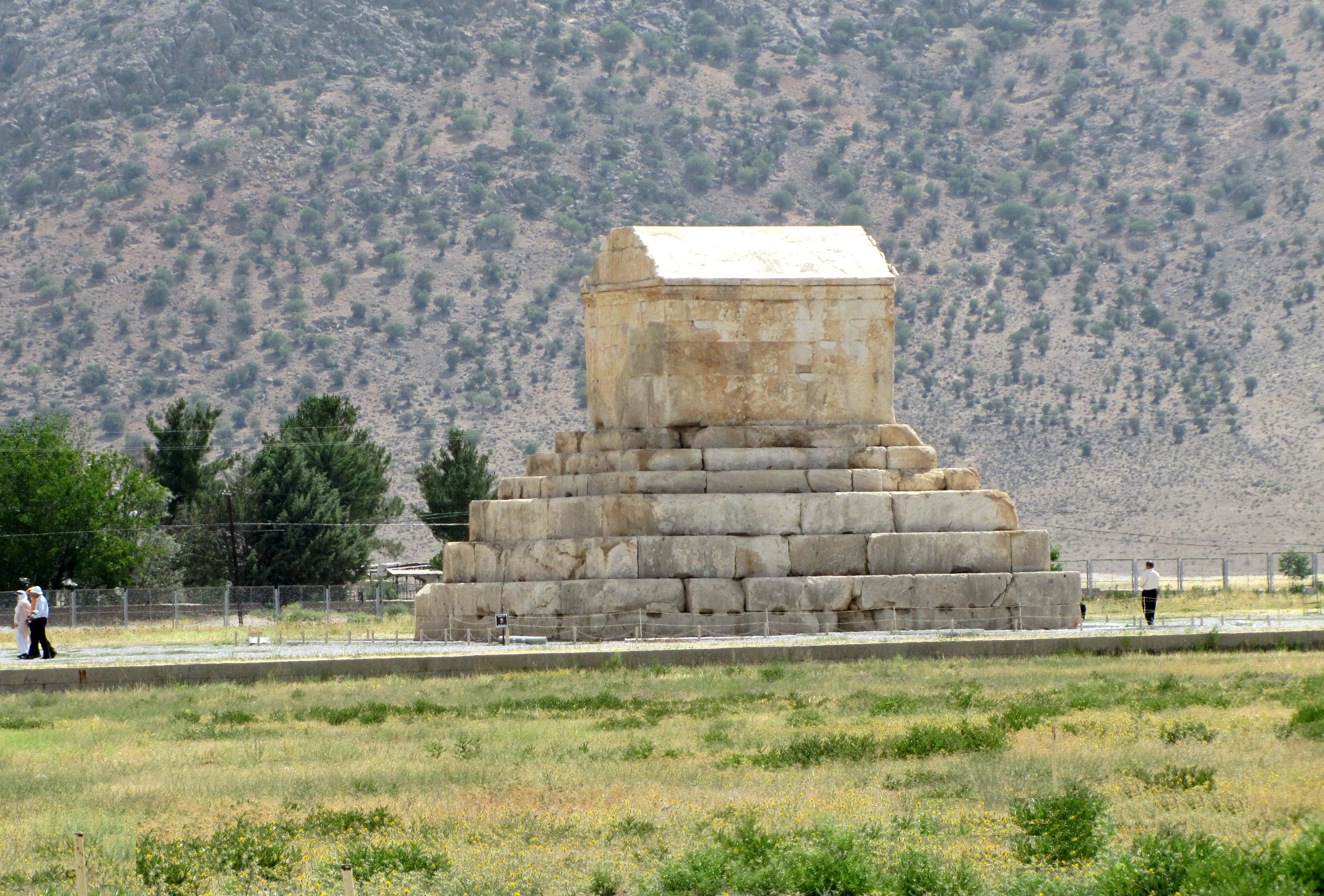
Grabstätte von Kyros II.

Zu den Primärquellen des Achämenidenreichs gehören archäologische Funde, die achämenidischen Königsinschriften und die Verwaltungsarchive von Persepolis.
Durch die Heranziehung von Quellenmaterial, das bis vor wenigen Jahrzehnten den Wissenschaftlern nicht zur Verfügung stand, wie im Besonderen die Erschließung der Verwaltungsarchive von Persepolis, hat sich in den letzten Jahren ein Perspektivenwandel in der Wissenschaft vollzogen. Im Bewusstsein, dass das Achämenidenreich ein Weltreich mit zahlreichen Völkern war, werden heute die verschiedensten Quellenmaterialien und Ansätze für eine Rekonstruktion des Reiches mit einbezogen. In mühsamer Kleinarbeit werden die unzähligen, kleinen Puzzleteilchen, die in verschiedensten Sprachen und archäologischen Kontexten vorliegen, zu größeren Bildern zusammengefügt und miteinander verbunden. Viele der bisherigen Annahmen vom Achämenidenreich mussten revidiert werden wie zum Beispiel die Vorstellung von der achämenidischen Religion oder der Einfluss von Elam auf die persische Gesellschaft. Das zur Verfügung stehende Quellenmaterial ist bis heute nicht vollzählig erschlossen.

### Archäologische Quellen
Im Kernland der Achämeniden sucht man vergebens nach den archäologischen Überresten einer Stadt, die den Charakter einer Hauptstadt hätte. Der Grund liegt in den regelmäßigen und langen Reisen der persischen Könige, die im Gegensatz zu denjenigen der vorherigen vorderasiatischen Reiche mit dem ganzen Hofstaat von Residenz zu Residenz unterwegs waren. Für diesen Teil des achämenidischen Reiches wurde die Form der Herrschaft auch schon als „Wanderstaat“ bezeichnet. Abgesehen von den Ruinen der monumentalen Stätten wie Pasargadae, Persepolis, Naqsch-e Rostam und den Palästen in Susa existieren deshalb wenige archäologische Überlieferungen von Siedlungen, Friedhöfen oder religiösen Gebäuden. In den letzten Jahren wurden Besiedlungen um Schiras, an der Küste des Persischen Golfs um Buschehr und im westlichen Chuzestan entdeckt. Es scheint aber, dass der Südwesten nicht so dicht besiedelt war wie zum Beispiel Ägypten, die Levante oder Anatolien. Diese Annahme könnte aber auch darauf zurückzuführen sein, dass die Gegend weniger erforscht ist als die genannten Gebiete.

### Elamische Quellen
Die meisten elamischen Inschriften stammen aus dem achämenidischen Kernland: Persien, Elam und Medien. Ein paar wurden außerhalb gefunden wie die Inschriften von Dareios I. am Suez und die Felseninschriften von Xerxes I. in der Zitadelle von Van in Ostanatolien. Die Inschriften auf einer Statue von Dareios I. wurden in Ägypten ausgeführt und nach Susa gebracht wie auch elamische Texte auf Steingefäßen, die von Ägypten zu verschiedenen Orten gebracht wurden.
Von den mehrsprachigen Felsinschriften in Behistun wurde die elamische Version über der Figur des Dareios I. zuerst fertiggestellt. Darauf folgte die Verteidigung, die Beschreibung des Aufstiegs des Dareios I., die Niederschlagung der Feinde und die Ermahnung für die Zukunft auf der rechten Seite des Reliefs, ebenfalls in elamischer Keilschrift. Spätere mehrsprachige Königsinschriften wurden hingegen gleichzeitig ausgeführt.
Eine besondere Quelle sind die elamischen Texte der Verwaltungsarchive von Persepolis. Elamische Transkriptionen altpersischer Wörter machen die elamischen Texte zur größten Einzelquelle für das altpersische Lexikon.

### Aramäische Quellen
Die aramäische Sprache in geschriebener Form ist seit dem 10. Jahrhundert v. Chr. von Syrien herkommend bekannt. Durch ihre Verbreitung in den neuassyrischen und neubabylonischen Reichen wurde es bereits vor den Achämeniden von vielen Schreibern und Beamten verstanden, unter denen sich eine Terminologie und literarische Form für Briefe, Verträge und wirtschaftliche Dokumente entwickelten. Als die Achämeniden das Aramäische zur Amtssprache erhoben, konnten sie sich auf ein Medium verlassen, das bereits in weiten Regionen ihres Reichs verstanden wurde. Von der Wissenschaft wird das offizielle Aramäische der Achämeniden wegen seiner Besonderheiten in der Schrift, Aussprache, Morphologie, Syntax und im Wortschatz als eigener aramäischer Dialekt eingestuft.
Die meisten überlieferten aramäischen Quellen sind Briefe, Verträge und wirtschaftliche Dokumente. Ergänzend dazu gibt es Inschriften, Markierungen auf Siegel, Münzen und anderen Objekten. Sie stammen aus dem ganzen achämenidischen Reich. Dank dem Erhalt der Elephantine-Papyri ist die Rolle des Aramäischen in der Kommunikation von lokalen achämenidischen Autoritäten aus Ägypten am besten bekannt. Berühmt sind Briefe an Statthalter, die um die Erlaubnis des Wiederaufbaus des Tempels bitten, und die Memorandi der Statthalter von Yehud und Samaria, die die Erlaubnis erteilen.

### Babylonische Quellen
Die babylonischen Quellen decken den langen Zeitraum von neu-babylonischer bis zur spät-achämenidischer Zeit ab. Abgesehen von den königlichen Inschriften stammen sie aus Archiven und Bibliotheken. Tausende von Tontafeln wurden an wenigen Fundorten (Sippar, Babylon, Borsippa, Kutha, Kiš, Isin, Dilbat, Nippur, Ur, Uruk, Larsa) gefunden und befinden sich heute in verschiedenen Sammlungen von Museen. Vieles davon ist noch nicht veröffentlicht.
Die Archive wurden von Priestern aus Tempeln und Unternehmer- und Händler-Familien gepflegt und beinhalten juristische Dokumente wie Eigentumsurkunden mit einer längeren Gültigkeitsdauer, Verwaltungstexte, Briefe und Listen. Die Bibliothekstexte umfassen literarische Zusammenstellungen, Texte mit religiösen oder magischen Inhalten, Schultexte, lexikalische Listen und medizinische Sammlungen. Sie geben Auskunft über Steuern und Verpflichtungen von Dienstleistungen gegenüber dem Staat, die Religion, Haushalte, Besitztümer, die Landwirtschaft und das Handwerk, den Handel, die persische Armee und vieles mehr.
Die Eroberung von Babylonien durch Kyros II. 539 v. Chr. hinterließ in den Archiven keine einschneidenden Spuren. Die Revolten gegen Xerxes I. 484 v. Chr. dagegen brachten mit wenigen Ausnahmen die Arbeiten in Archiven und Bibliotheken zum Erliegen. Nur noch ein Viertel des Quellenmaterials stammen aus den verbliebenen 150 Jahren achämenidischer Herrschaft. Südliche Archive und Archive von babylonischen Familien, die Verbindungen zu den königlichen Verwaltungen oder keine problematischen Verbindungen zu Priestern und der bisherigen städtischen Elite hatten, bestanden weiter.

### Antike Quellen
Die mit Abstand am besten erfasste und bekannteste Quellengruppe bilden die griechischen Geschichtsschreiber. Hier ist an erster Stelle Herodot zu nennen, der in seinen Historien eine umfassende Beschreibung von Gestalt und Geschichte des Achämenidenreiches bis ins frühe 5. Jahrhundert v. Chr. gibt. Allerdings erhärtet sich die wissenschaftliche Meinung, dass die persischen Erzählungen von Herodot auf einer altpersischen Novelle beruhen. Daneben sind unter anderem Xenophon (Anabasis, Hellenika und Kyroupaideia), Plutarch (Vita Artaxerxes II.), die Alexanderhistoriker (vor allem Quintus Curtius Rufus und Arrian) sowie die Universalgeschichten des Marcus Iunianus Iustinus (ein Auszug aus dem Werk des Pompeius Trogus) und Diodors von Bedeutung. Auch Strabon verdanken wir einige Details über das Innere des Reiches. Daneben taucht das Achämenidenreich noch in vielen Texten anderer Schriftsteller auf (siehe auch die Zitate bei Athenaios). Mehrere Werke, die sich explizit mit dem Achämenidenreich beschäftigten (Persika), wie die Persika des Ktesias von Knidos, des Herakleides von Kyme und des Dinon von Kolophon, sind uns aber nur als Fragmente erhalten, wenngleich sie mehreren der bereits genannten Autoren als Quelle gedient haben.
Lange Zeit ist die Geschichte des Achämenidenreichs hauptsächlich durch die antiken Quellen rekonstruiert worden. Obwohl die Wissenschaft sich der griechischen und lateinischen Voreingenommenheit seit längerem bewusst ist und heute das Quellenmaterial viel kritischer beurteilt, ist deren Wert und Einfluss auf die Sicht des alten Persien immer noch bedeutsam.

### Biblische Quellen
Innerhalb der biblischen Tradition wird zwischen Schriften unterschieden, die in der persischen Zeit spielen, aber nicht unbedingt in dieser Zeit geschrieben wurden, und Texten, von denen die Wissenschaft annimmt, dass sie in persischer Zeit verfasst wurden. Zur ersten Gruppe gehören die historischen Erzählungen des 2. Buch der Chronik, das Esra-Nehemia-Buchs, das 1. Buch Esdra, das Buch Ester und die Prophezeiungen von Jesaja, Haggai, Sacharja und Daniel. Die 200-jährige Herrschaft der Achämeniden wird darin auf vier Handlungen verdichtet: das Ende des babylonischen Exils und der Wiederaufbau des Tempels unter Kyros II. und Dareios I, der Auftrag von Artaxerxes II. an Esra, die Mission von Nehemiah unter Artaxerxes und die Befreiung des jüdischen Volks unter Xerxes I. Die biblische Tradition enthält einerseits Namen, einzelne Zeitangaben oder sogar literarische Fragmente, die mit den archäologischen Zeugnissen übereinstimmen. Auf der anderen Seite hat der überwiegende Teil der Erzählungen nichts mit dem epigraphischen Material zu tun. Es gestaltet sich als schwierig, genaue Daten für einen biblischen Text anzugeben oder die Historizität von Aussagen zu überprüfen. Insgesamt wird ihr historischer Aussagewert für die Achämeniden als gering eingestuft.

## Geschichte

### Der Aufstieg

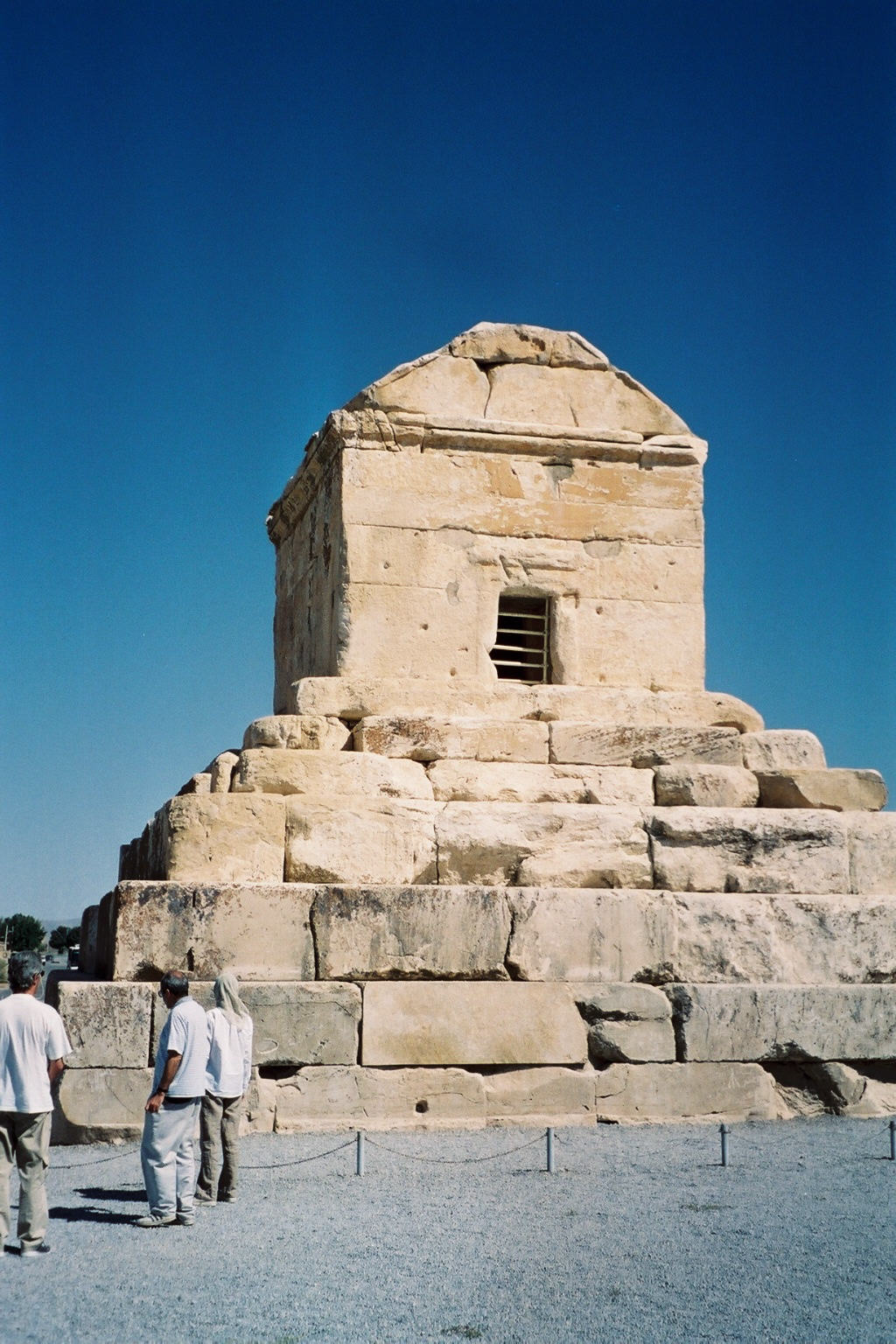
Das Grab Kyros’ II. in Pasargadae

Es wird angenommen, dass das persische Volk im Zuge einer größeren Wanderungsbewegung iranischer Völker, zu denen unter anderem auch die Meder und Baktrer gehörten, im 2. Jahrtausend v. Chr. in das Iranische Hochland eingewandert ist. Die Annahme, dass das Volk der Parsua in der Gegend des Urmiasees, das durch eine assyrische Inschrift bezeugt ist, mit dem persischen identisch ist, wird in der modernen Forschung nur noch selten bestritten, da die Existenz von zwei Völkern gleichen Namens und gleicher politischer Prägung innerhalb derselben Epoche den meisten Forschern als sehr unwahrscheinlich gilt und die Wanderungsbewegungen chronologisch gut nachvollzogen werden können. Mit Sicherheit jedenfalls können die Perser in der Persis im 7. Jahrhundert v. Chr. durch elamitische Aufzeichnungen lokalisiert werden.
Als die indo-iranische Gemeinschaft zwischen 1500 und 1000 v. Chr. im Südwesten Irans ankam, trugen sie keine voll entwickelte Kultur mit sich. Erst mit der Akkulturation und Integration mit der lokalen elamischen Bevölkerung, die über einen Zeitraum von 500 bis 1000 Jahre stattfanden, wurden die Voraussetzungen für das zukünftige achämenidische Reich geschaffen. Dazu gehören die elamischen Erfahrungen in der Führung eines voll entwickelten Staates, einer Administration und einem weiten Netzwerk. Mit der Integration gingen aber weder das indo-iranische Erbe noch die Besonderheiten der persischen Identität und Kultur verloren.
Das medische Reich – nach Ansicht vieler Forscher eher eine locker gefügte Konföderation – erstreckte sich von einer fließenden Grenze im Osten des Iranischen Hochlandes bis an die Grenzen Mesopotamiens und an den Halys (heute Kızılırmak), wo seit 580 v. Chr. eine offizielle Grenze zum Reich der Lyder bestand. Unter Kambyses I. scheint so etwas wie eine lokale Vorherrschaft der Perser entstanden zu sein, auf der Kyros II. aufbaute, als er ab 553 v. Chr. offen gegen die Meder aktiv wurde. In einer Schlacht bei Pasargadae wurden die Meder von den Persern geschlagen. 550 v. Chr. nahm Kyros die medische Hauptstadt Ekbatana ein, wo er sich in Personalunion mit dem persischen Königstitel zum König der Meder proklamierte.
Die regionalen Regenten des lydischen Königs Kroisos wurden von Kyros aufgefordert, sich seinem Land zu unterstellen, was jedoch mehrheitlich abgelehnt wurde. Kroisos, der offenbar vom Zusammenbruch der medischen Herrschaft profitieren wollte, überschritt mit seiner Armee den Halys und kämpfte in der nachfolgenden Schlacht bei Pteria gegen den Perserkönig. Da diese Auseinandersetzung keine Entscheidung brachte und der Winter sich ankündigte, zog Kroisos zurück in die Hauptstadt Sardes, die von den Persern kurze Zeit später überraschend belagert und (wahrscheinlich) 541 v. Chr. (oder bereits 546) eingenommen wurde. Das Schicksal des Kroisos ist ungewiss; bei den griechischen Geschichtsschreibern finden sich widersprüchliche Darstellungen. Wahrscheinlich fand er den Tod, und spätere Berichte, Kyros habe ihn begnadigt, sind Erfindungen von Gelehrten.
Zum Herrschaftsbereich der Lyder gehörten damals auch die griechischen Siedlungen an der Westküste Kleinasiens, unter denen Milet eine Vorrangstellung einnahm. Diese „ionischen“ Städte hatten unter den Lydern eine privilegierte Stellung eingenommen, was sich nicht zuletzt auch darin widerspiegelte, dass sich die lydische Zivilisation der griechischen annäherte. So hatte Kroisos laut Herodot im Vorfeld seines Feldzuges gegen die Perser das Orakel von Delphi konsultiert (diese Nachricht mag im Kern zutreffen, auch wenn die Geschichte in der Form, in der sie Herodot gut 100 Jahre später niederschrieb, kaum glaubwürdig ist). Als das Lyderreich dann von den Persern zerstört wurde, sahen die Griechen diese besondere Stellung in Gefahr und widersetzten sich, mit Ausnahme Milets, vielfach den Persern. Der Übermacht waren sie aber nicht gewachsen und die einzelnen Städte fielen entweder durch Belagerung oder Bestechung an die Perser, die dort oft Griechen ihres Vertrauens als Tyrannen einsetzten.
Nachdem so binnen weniger Jahre Kleinasien für die Perser gesichert war, richtete Kyros sein Hauptaugenmerk auf das neubabylonische Reich. Kyros beschloss 539 v. Chr., nun auch gegen die Babylonier zu Felde zu ziehen. Der herrschende König Nabonid fiel den Intrigen der ihm feindlich gesinnten Mardukpriesterschaft zum Opfer, die ihrerseits Verbindungen zu Kyros aufgenommen hatte. So kam es nicht überraschend, dass Kyros nur bei Opis auf militärischen Widerstand stieß. Die Erwartungen der Priesterschaft erfüllte er, indem er sich offiziell zur von Nabu-na’id abgesetzten Führungsgottheit Marduk bekannte und sich anschließend zum König von Babylon krönen ließ. Der Perserkönig verband das babylonische Reich in Personalunion mit denen der Meder und Perser. Der Rest des Reiches schloss sich zunächst ohne Widerstand an, da das babylonische Heer nicht mehr existent war.
An der Ostgrenze des Reiches blieben die Saken, wie schon in medischer Zeit, eine ständige Bedrohung. Wie weit der Herrschaftsbereich der Meder nach Osten hin reichte, ist unbekannt. Unter Kyros wurde der Jaxartes (Syrdarja) zur Nordgrenze, die mit einer Reihe von Grenzfestungen gesichert wurde. Trotz dieser massiven Erfolge wurde Kyros im Jahr 530 v. Chr. bei einer Schlacht gegen diese Steppenvölker getötet.

### Kambyses II. und die Krise des Reiches
Der gesamte östliche Reichsteil wurde schon von Kyros der Obhut von Bardiya übergeben. Nach Kyros’ Tod sicherte Kambyses II. den nordöstlichen Teil des Reiches und brach im Jahr 526/25 v. Chr. nach Ägypten auf.
Kambyses’ Feldzug gegen Ägypten war vermutlich schon unter Kyros geplant worden. Zu dieser Zeit herrschten in Ägypten Thronwirren, was zu einer Schwächung des ägyptischen Reiches führte. Nur bei Pelusium kam es zu einem Widerstand. In Memphis wurde Pharao Psammetich III. gefangen genommen, Kambyses II. zum rechtmäßigen Nachfolger des Amasis ernannt und zum Pharao gekrönt. Die benachbarten Wüstenvölker unterwarfen sich ohne Widerstand. Ein Feldzug nach Nubien scheint Herodot zufolge erfolglos verlaufen zu sein, doch deuten archäologische Funde darauf hin, dass die Perser im nördlichen Nubien einige Erfolge verbuchen konnten. Ein Feldzug gegen Karthago kam indes nicht zustande, angeblich, da sich die phönizische Flotte weigerte, daran teilzunehmen.
Währenddessen hatte sich im Kernland des Reiches Bardiya gegen Kambyses II. erhoben. Dieser brach daraufhin von Ägypten auf und verstarb auf dem Rückweg in Syrien.
Dareios I., der Kambyses II. als Lanzenträger nach Ägypten begleitet hatte, entstammte dem persischen Hochadel. Seiner Rechtfertigung in der Behistun-Inschrift zufolge hatte Kambyses II. Bardiya schon vor längerer Zeit ermorden lassen. Der Magier Gaumata habe den Thron usurpiert und behauptet, Bardiya zu sein. Dareios habe ihn – zusammen mit sechs Mitverschwörern – daraufhin geschlagen und selbst den Thron bestiegen.
Diese Version der Ereignisse wird bis heute in der Wissenschaft diskutiert. Vieles deutet darauf hin, dass Dareios der erste Achämenide auf dem Perserthron und ein weit entfernter Verwandter der bisherigen Königsfamilie war. Andere Gelehrte nehmen an, Gaumata habe es wirklich gegeben, er sei der Anführer einer religiös motivierten Bewegung gewesen; doch ist diese These sehr umstritten. In jedem Fall nutzten verschiedene Völker des Reiches die Zeit der Wirren, um erneut gegen die Herrschaft der Perser aufzubegehren.

### Dareios I. und seine Nachfolger
Nachdem Ende 521 v. Chr. der Frieden im Reich wiederhergestellt war, widmete sich Dareios I. vor allem der inneren Erneuerung des Reiches, vor allem um eine solche Situation wie die gerade durchstandene in Zukunft auszuschließen. Das Reich wurde in einheitliche Provinzen, so genannte Satrapien eingeteilt, die sich kaum an den vorher eingegliederten Reichen orientierten, sondern vor allem auf die individuellen Völker zugeschnitten waren. Daneben wurden zahlreiche weitere Reformen in Verwaltung, Wirtschaft, Gesellschaft und Heerwesen durchgeführt.
Die Nordgrenze des Reiches war weiterhin durch die Saken bedroht. Nachdem mehrere größer angelegte Militäraktionen in Zentralasien keine Entscheidung brachten, wurde ein Feldzug gegen die an der Schwarzmeerküste lebenden Skythen begonnen, der vielleicht das Ziel hatte, den zentralasiatischen Saken in den Rücken zu fallen.
Obwohl der Skythenkrieg ein Fehlschlag war, konnte eine neue Satrapie – Thrakien – in Europa gewonnen werden und die Grenze des Reiches bis an die Donau vorgeschoben werden. Dies brachte das Reich in die direkte Nachbarschaft mit den europäischen Griechen. Besonders die persischen Vorstöße im Mittelmeer und der Ägäis und die Unterwerfung Makedoniens dürften in Griechenland Besorgnis ausgelöst haben. Ein Bündnisangebot Athens im Jahr 507 v. Chr. wurde von den Persern als formelle Unterwerfung des Stadtstaats aufgefasst. Im Jahr 499 v. Chr. schließlich brach ein Aufstand in den griechischen Gebieten Kleinasiens gegen die persische Herrschaft aus, die von Athen und Eretria, wenn auch nur mit geringen Mitteln, unterstützt wurde. Griechische Rebellen nahmen im Jahr 498 v. Chr. sogar Sardes ein und äscherten die Stadt ein. Dieser Ionische Aufstand, der sich zeitweilig bis nach Zypern ausdehnte, und auch den Abfall Thrakiens bewirkte, wurde 494 v. Chr. niedergeschlagen, und die führende Stadt, Milet, wurde zerstört. In den Folgejahren kam es zu zwei persischen Strafexpeditionen im Ägäisbereich (Beginn der so genannten Perserkriege). 492 v. Chr. wurde Thrakien erneut unterworfen. 490 v. Chr. wurde die mit Athen verbündete Stadt Eretria eingenommen und zerstört; ein persisches Heer landete schließlich in Attika mit der Absicht, Athen einzunehmen. Dies wurde aber durch die Schlacht bei Marathon, wobei das Unternehmen der Perser eher als Strafexpedition denn als regelrechte Invasion zu beurteilen ist, und anschließende athenische Militäroperationen vereitelt. Griechischen Quellen zufolge war für die Jahre 486/85 v. Chr. ein erneuter Feldzug gegen Griechenland geplant, der jedoch wegen eines Aufstandes in Ägypten und des Todes des Dareios nicht zustande kam.
Der Nachfolger des Dareios, Xerxes I. (486 bis 465 v. Chr.), vernachlässigte zunächst die griechische Westgrenze, entschloss sich jedoch dann, in den Jahren 481/80 v. Chr. einen erneuten Feldzug zu unternehmen. Nach anfänglichen Erfolgen – das von den Bewohnern geräumte Athen wurde eingenommen, die Akropolis wurde als Racheakt für in Sardes zerstörte Heiligtümer zerstört – scheiterte auch dieses Unternehmen in den Schlachten von Salamis (480 v. Chr.) und Plataiai (479 v. Chr.). Die Griechen unter Führung der Athener gingen nun selbst in die Offensive und befreiten in den folgenden Jahrzehnten fast alle griechischen Städte im Reichsgebiet (also vor allem an der Westküste Kleinasiens) von der persischen Herrschaft; Sparta, bis dahin die griechische Führungsmacht im Perserkrieg, war an Operationen in Kleinasien nicht interessiert, sodass Athen nun die alleinige Führungsrolle im Kampf gegen die Perser zufiel. Athen organisierte schließlich ein regelrechtes Bündnissystem, welches sich bald darauf aber in ein Instrument zur Bewahrung der athenischen Hegemonie verwandelte, der so genannte attische Seebund. Die Perser selbst blieben defensiv und beschränkten sich darauf, zu versuchen, die Griechen aus dem Gebiet des Reiches fernzuhalten. Erst 449 v. Chr. wurde ein Frieden mit Athen geschlossen, der so genannte Kalliasfrieden (ob es wirklich einen regelrechten Vertrag gab, ist in der Forschung seit langem umstritten).
Im Reich selbst blieb es unter Xerxes und seinem Nachfolger Artaxerxes I. (465 bis 424 v. Chr.) weitgehend ruhig. Nennenswerte Aufstände gab es lediglich in Babylon, das 479 v. Chr. großen Zerstörungen ausgesetzt war. Zudem zeigte sich unter Artaxerxes allmählich eine breite Unzufriedenheit der Ägypter mit der persischen Herrschaft, die Athen in den fünfziger Jahren des fünften Jahrhunderts v. Chr. auszunutzen versuchte, um das Land unter seinen Einfluss zu bringen. Diese Versuche schlugen fehl, Ägypten blieb unter persischer Herrschaft. Nach dem Tod Artaxerxes’ I. kam es zu Streitigkeiten um den Thron. Sein Nachfolger Xerxes II. wurde nach kurzer Zeit von seinem Halbbruder Sogdianos ermordet, der den Thron an sich riss, kurze Zeit später aber selbst von Dareios II. ermordet wurde. Unter Dareios II. betrat das Reich erneut die griechische Welt, indem es auf der Seite Spartas in den Peloponnesischen Krieg (431 bis 404 v. Chr.) eintrat, hier aber nur passiv mitwirkte. Als Gegenleistung für die persischen Subsidien sollten die griechischen Städte an der Westküste Kleinasiens wieder an Persien fallen, was Sparta nach Kriegsende aber verweigerte, woraufhin es zum Krieg kam.

### Die späteren Achämeniden und der Untergang des Reiches
Im Jahr 404 v. Chr. starb Dareios II., und der Thron ging an Artaxerxes II. (404 bis 359 v. Chr.) über. 402 v. Chr. fiel Ägypten vom Reich ab. Kurz darauf erhob sich Artaxerxes’ jüngerer Bruder Kyros gegen ihn, wobei Kyros von Sparta unterstützt wurde. Der Aufstand schlug fehl, nachdem Kyros in der Schlacht bei Kunaxa getötet wurde. Als griechischer Söldner, der auf Seiten Kyros des Jüngeren kämpfte, verarbeitete Xenophon den Heimweg in seiner Anabasis literarisch. Seine Schilderung des erfolgreichen Marsches durch feindliches Gebiet trug maßgeblich zur Vorstellung eines persischen Staates bei, der nur in eingeschränkter Form sein eigenes Territorium kontrollieren konnte. In den Korinthischen Krieg (399 bis 386 v. Chr.) trat das Perserreich auf Seiten Spartas gegen Athen und Theben ein. Der Krieg endete 386 v. Chr. mit einem Sieg der anti-spartanischen Koalition. In dem Königsfrieden wurde festgelegt, dass die kleinasiatischen Griechenstädte dem Perserreich gehören und dass alle anderen griechischen Städte unabhängig sein sollten. Als Garant hierfür trat der persische Großkönig ein. Somit hatten die Perser formell die Oberherrschaft über Griechenland gewonnen; faktisch ging die Hegemonie jedoch an Sparta über, das die Einhaltung der Bedingungen des Königsfriedens im Auftrag des Großkönigs überwachte.
In den sechziger Jahren des 4. Jahrhunderts v. Chr. brachen in Kleinasien mehrere Aufstände aus, die früher als „Großer Satrapenaufstand“ bezeichnet wurde. Es handelte sich aber um keinen koordinierten Aufstand einer Satrapenkoalition, sondern um voneinander unabhängige und vermutlich zeitlich auseinanderliegende Revolten. Dennoch bewirkte dies, dass die Perser zeitweilig keine oder kaum reelle Macht über bestimmte Gebiete im Westen des Reiches besaßen; so gelangten örtliche Herrscher wie der Karier Maussolos zu beträchtlicher Macht. Diese Unruhen prägten die letzten Jahre der Herrschaft Artaxerxes’ II. und konnten erst unter seinem Nachfolger Artaxerxes III. (359–338 v. Chr.) wieder unter Kontrolle gebracht werden.

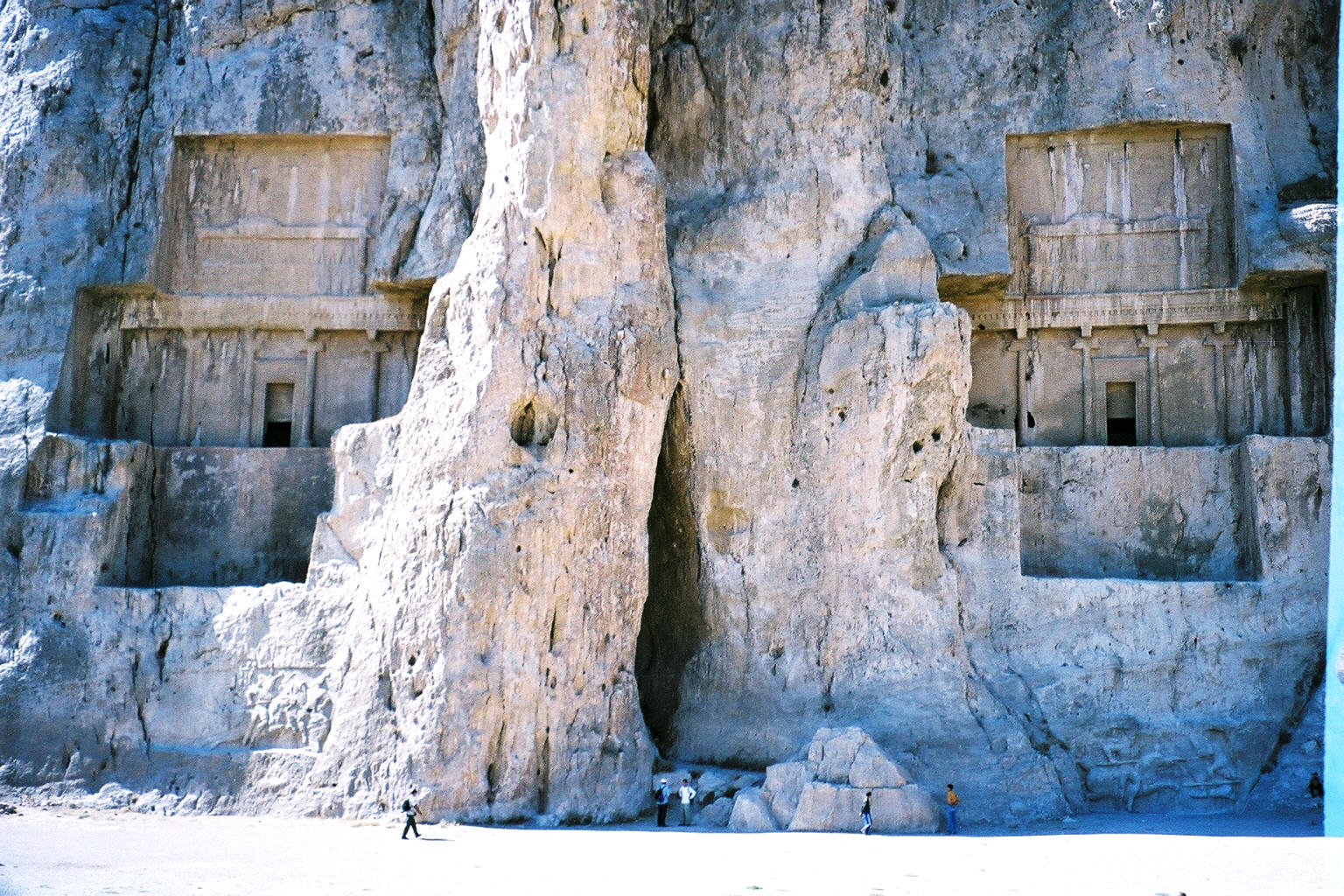
Felsgräber achämenidischer Großkönige in Naqsch-e Rostam

Die Situation im Osten des Reiches ist zu dieser Zeit weitgehend unbekannt. Das unter Dareios I. unterworfene Industal löste sich von der persischen Herrschaft, ebenso wie sakische Gebiete in Zentralasien. Im Reichsinneren kam es ebenfalls vereinzelt zu Aufständen, von denen der der Kadusier wohl der bekannteste ist.
Artaxerxes III. führte eine härtere Politik ein, die vor allem auf die Restauration der persischen Macht in verlorengegangenen oder gefährdeten Gebieten abzielte. Nachdem die persische Vormachtstellung in Kleinasien wiederhergestellt wurde, kam es zu einem Feldzug gegen Ägypten, in dessen Verlauf das Land mit äußerster Härte unterworfen wurde (343 v. Chr.). Bevor Artaxerxes jedoch weitere Ziele in Angriff nehmen konnte, wurde er von dem Eunuchen Bagoas ermordet, der seinen Günstling Arses zum Großkönig erhob, diesen aber kurz darauf ebenfalls ermordete. Dessen Nachfolger wurde Dareios III. (336–330 v. Chr.). In seine Regierungszeit fiel die Invasion Alexanders des Großen, in deren Verlauf das Königtum der Achämeniden bis 330 vernichtet wurde. Alexander trat zwar als Achämenidenherrscher auf, aber es ist unzweifelhaft, dass spätestens mit der Ermordung des Dareios durch den Satrapen Bessos (330 v. Chr.) das Achämenidenreich sein Ende gefunden hatte.
Zum Zeitpunkt seiner Vernichtung durch Alexander war das Achämenidenreich noch ein vollkommen intakter Staatskörper. Die von Dareios I. ausgebauten Verwaltungsstrukturen bestanden noch und hatten sich bis zu diesem Zeitpunkt immer wieder bewährt. Obwohl keine Zweifel bestehen, dass Alexander über ein äußerst schlagkräftiges und kampferprobtes Heer verfügte, rätseln die Wissenschaftler immer noch über die Gründe, warum das achämenidische Reich so plötzlich und unerwartet sein Ende fand. Das perserfreundliche Auftreten Alexanders und später des Statthalters der Persis, Peukestas, garantierten hingegen, dass es zu keinem Restaurationsversuch des Achämenidenreiches kam.

## Selbstverständnis und Fremdbezeichnungen
Das Weltreich der Achämeniden trug keine offizielle Bezeichnung im modernen Sinn. Es war um die Person des Königs gewoben, der zusammen mit seinem Hof und seiner Elite die eroberten Gebiete kontrollierte. Die Völker und Länder unter seiner Herrschaft repräsentierten die Welt. Die langen Listen der Völker auf den königlichen Inschriften erschufen dazu die mentale Karte. Der achämenidische König war der König auf dieser großen Erde auch weithin wie in der Inschrift DEa und anderen Inschriften überliefert. Er war der König auf dieser Erde (zum Beispiel auf der Inschrift DSf) und der König auf dieser großen Erde (auf der Inschrift DSab). Er herrschte über Gebiete mit vielen Arten von Menschen und Gebieten. Die babylonische Sprachversion der achämenidischen Inschriften übersetzte den dazu gehörenden altpersischen Begriff mit allen Zungen.
Die modernen Bezeichnungen Achämenidisches Persisches Reich, Teispidisches-Achämenidisches Reich, Persisches Reich und Achämenidenreich sind Hilfsbezeichnungen. Aus dem Mangel einer Bezeichnung aus dem Inneren des Reichs halfen sich bereits in der Antike die Nachbarn mit behelfsmäßigen Begriffen wie Persien, Perser und Asien aus, um das achämenidische Reich zu bezeichnen. Aus einer Inschrift von der arabischen Halbinsel aus dem 5./4. Jahrhundert vor Christus ist die Bezeichnung Chaldea für das Reich überliefert.

## Innerer Aufbau

### Das Kernland
Unter den Achämeniden zeugen die Verwaltungsarchive von Persepolis von einer enormen wirtschaftlichen Entwicklung und einem vorher nie dagewesenen Ausbau der Kontrolle des Staates im Kernland des Reiches. Die Zentren waren die Paläste der Könige, die weite Landflächen kontrollierten und eine große Anzahl von abhängigen Arbeitern ernährten. Dieser Typ eines institutionalisierten wirtschaftlichen Haushalts kann bis in das neuelamische Königtum des 7. Jahrhunderts v. Chr. zurückverfolgt werden. Das von den Achämeniden kontrollierte Netzwerk kreierte wirtschaftliche, politische und strategische Zentren, von denen anzunehmen ist, dass sie bereits vor der Regierungszeit von Dareios I. bestanden und von Verwaltungszentren wie demjenigen von Persepolis geführt wurden.

### Königtum und Verwaltung

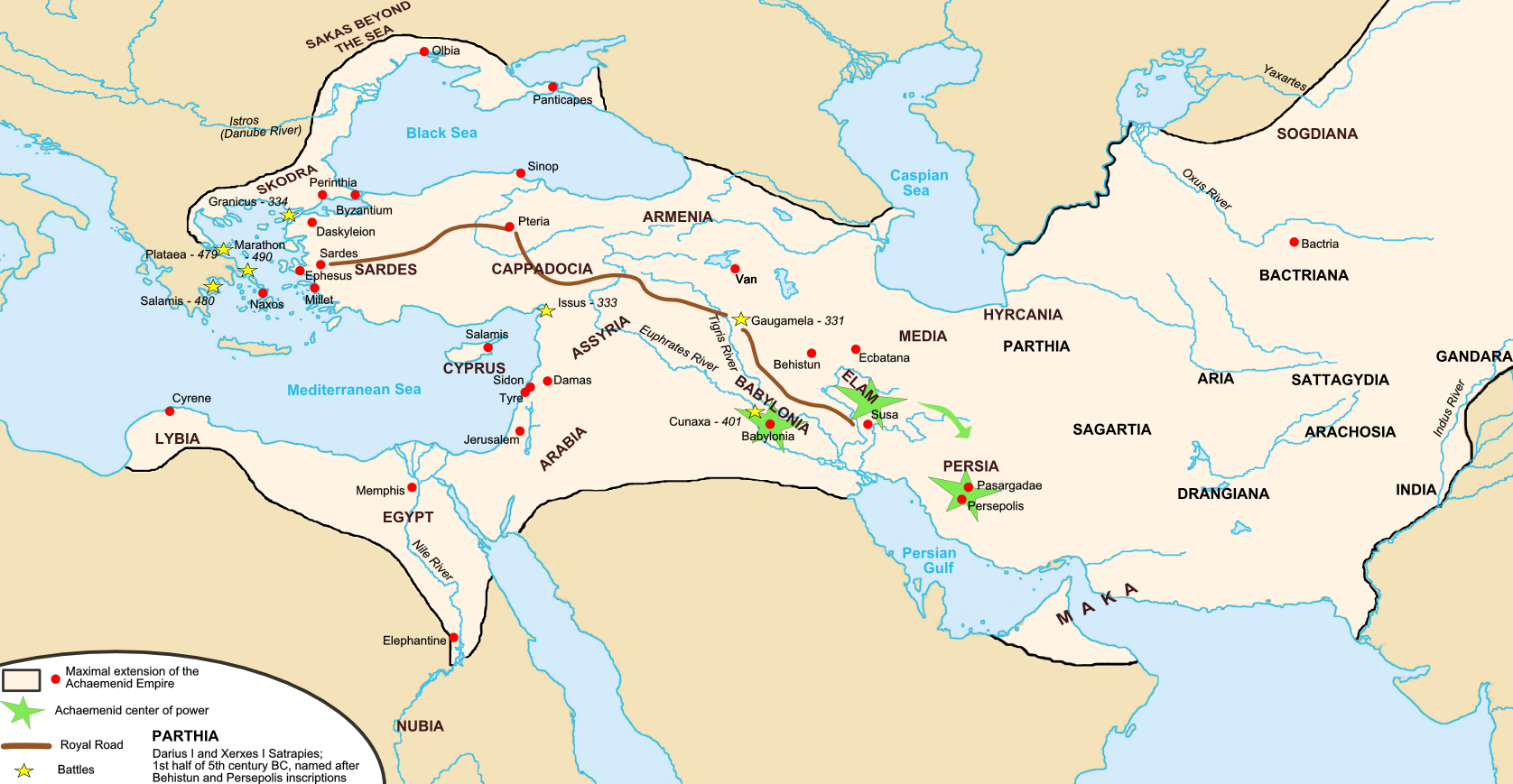
Haupttrassen und Ausdehnung des Achämenidenreichs zur Zeit des Dareios I. und des Xerxes I.

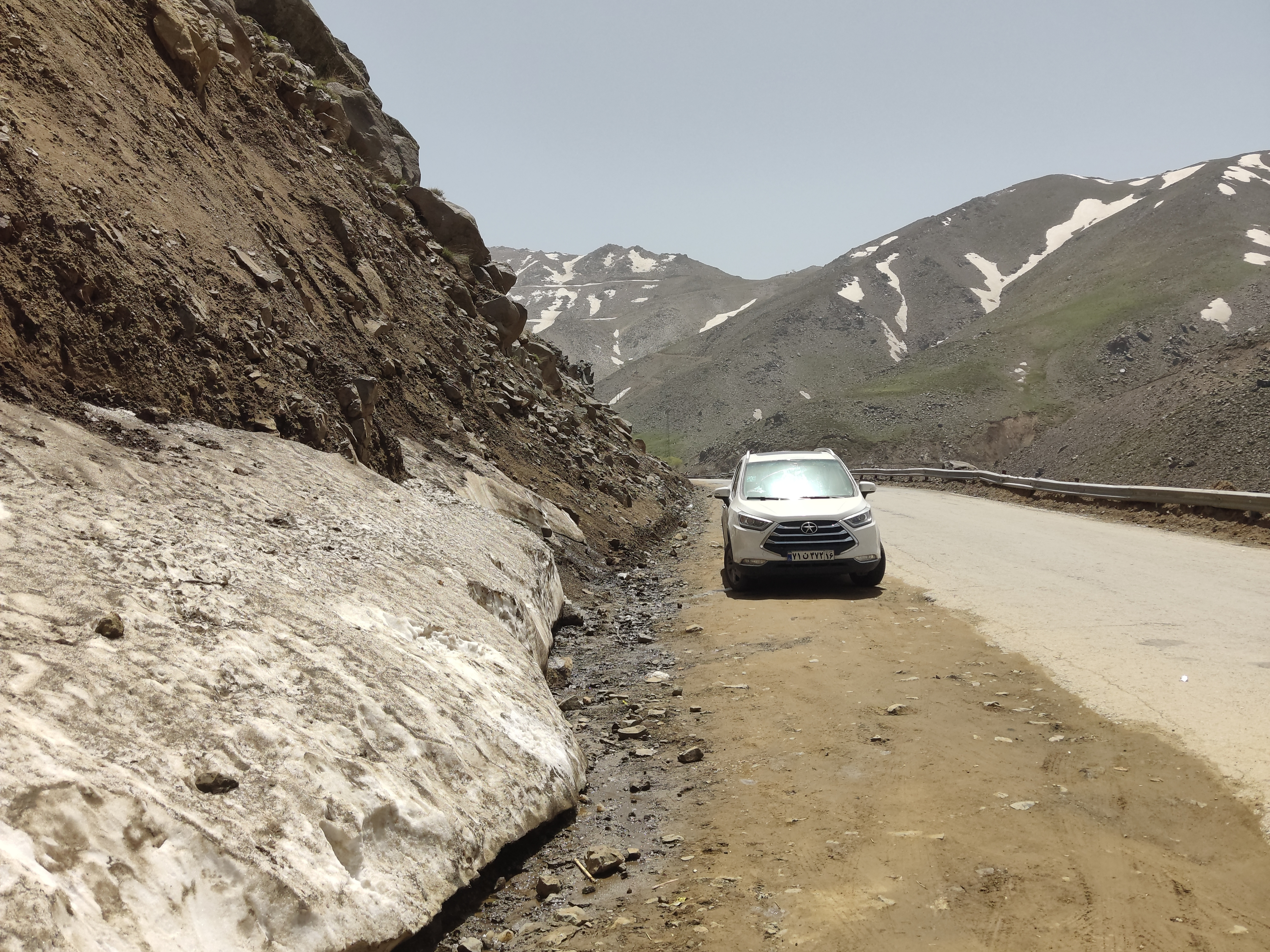
Teil der königlichen Straße, die Ekbatana mit Anatolien verband. Die Straße wird heute noch benutzt (Ganjnameh-Tuyserkan-Road).

Unter Kyros II. und Kambyses II. war das Reich ein Gebilde, das auf der Personalunion des Perserkönigs mit der Krone anderer Königreiche (Medien, Babylon, später Ägypten) fußte. In anderen Reichsgebieten (zum Beispiel Lydien) wurde das Königtum abgeschafft, die Strukturen blieben jedoch erhalten, und an die Stelle der Herrscher trat ein persischer Statthalter. So kann kaum von einem einheitlichen Reich, sondern eher von einer Art Föderation altorientalischer Staaten gesprochen werden. Dies führte nach dem vorzeitigen Tod des Kambyses bzw. der Ermordung des Bardiya dazu, dass in Gebieten wie Babylonien Usurpatoren auftraten, die das örtliche Königtum, nicht aber die Herrschaft über das gesamte Perserreich beanspruchten. Dareios I. reagierte darauf mit der Maßnahme, diese einzelnen Reiche aufzusplittern und in einheitlicher Form in das gesamte Perserreich zu integrieren. Dies wurde durch die Schaffung neuer Provinzen, so genannter Satrapien, erreicht, die sich nur noch selten an historische Grenzen hielten. An der Spitze jeder Satrapie stand ein Statthalter (Satrap), der vom Großkönig selbst ernannt wurde und häufig aus dessen Familie stammte. Dennoch wurden manche Traditionen beibehalten. So kam der Titel des Königs von Babylon erst allmählich außer Gebrauch, die Titel des Königs von Medien und des Pharaos von Ägypten wurden von allen Großkönigen weiter getragen. Außerdem blieben in kleineren Gebieten örtliche Herrscher weiterhin im Amt und Dynastien wurden fortgeführt. Auf diese Weise stellten sich die Achämenidenherrscher stets in die Tradition örtlicher Staaten.
Die Verwaltungsstrukturen wurden von einer beispiellosen Infrastruktur gestützt, deren bekanntester Vertreter die Königsstraße ist. Die wichtigsten Verkehrswege wurden in ein festes Straßennetz ausgebaut, welches das gesamte Reich umspannte und auch die entlegensten Provinzen miteinander verband. Exemplarisch hierfür steht die Straße, die von Sardes nach Susa (eigentlich von Ephesos nach Persepolis) führte, und von dem griechischen Historiker Herodot ausführlich beschrieben wurde. Das Straßennetz war besonders für den Briefverkehr und den Handel förderlich. Entlang der Straßen gab es Herbergen, die für Boten auch frische Pferde bereitstellten. Darüber hinaus gab es in regelmäßigen Abständen Garnisonen, die die Sicherheit entlang des gesamten Straßennetzes gewährleisteten.

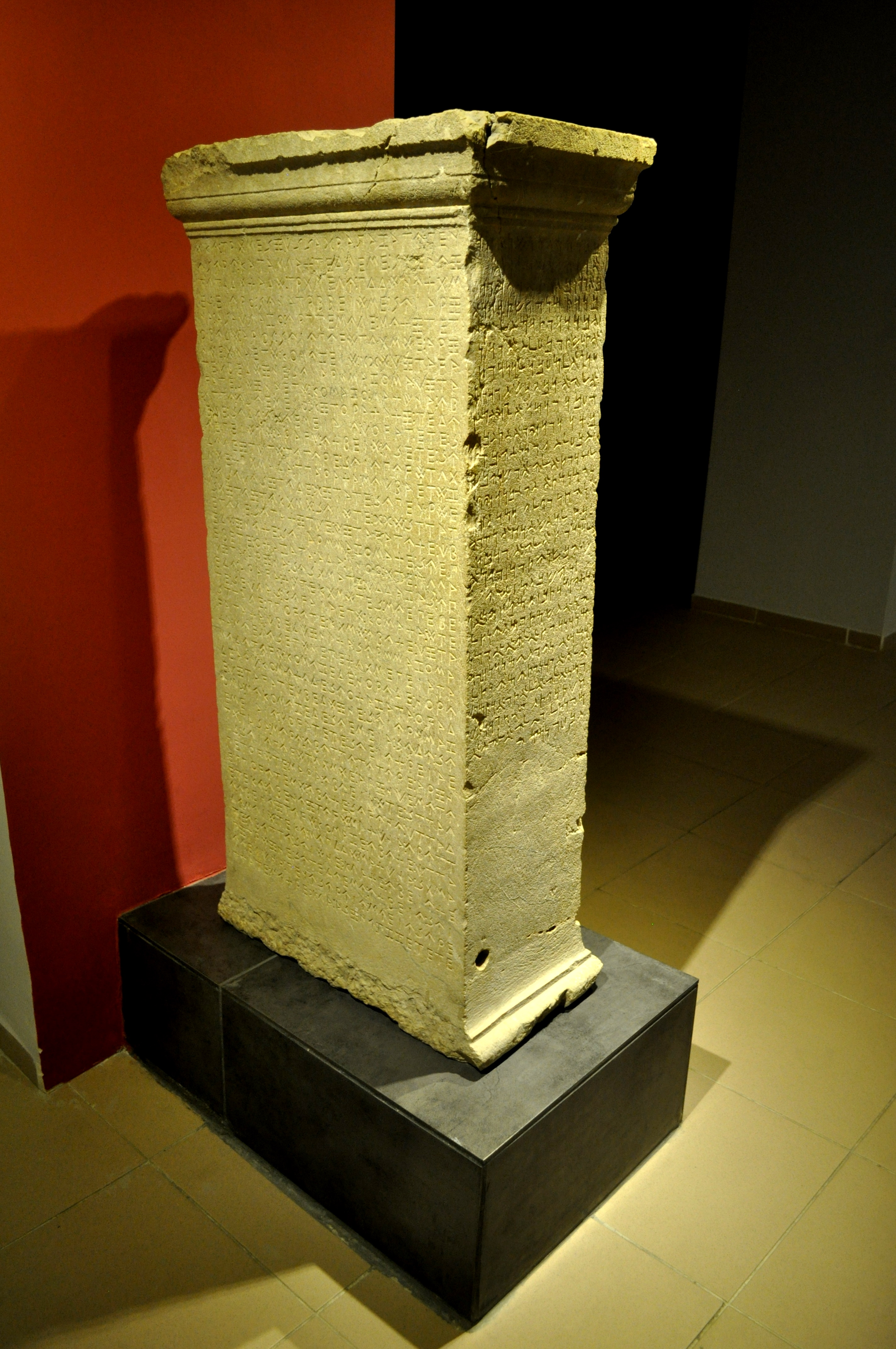
Trilingue vom Letoon

Seit Dareios I. gab es auch eine einheitliche Währung, den Dareikos. Die Kanzleisprache des Reiches war bis in die Zeit Artaxerxes’ I. Elamitisch, wurde dann aber durch das viel verbreitetere Aramäisch ersetzt. Dies war auch eine Erleichterung für den Schriftverkehr, da Aramäisch auf Papyrus geschrieben werden konnte, während die elamitische Keilschrift nur auf Tontäfelchen verwendet werden konnte.
Obwohl mit den Satrapien und deren Verwaltung ein weitgehend dezentrales Regierungssystem bestand, ist das persische Reich eine altorientalische Monarchie mit dem König an der Spitze. Er ernannte Satrapen und konnte diese auch wieder absetzen. Im Ernstfall hatte er den Oberbefehl über das Heer bzw. konnte diesen vergeben. Dennoch besaßen die Satrapen weitgehende Freiheiten, so dass sie, häufig im Einvernehmen mit dem Großkönig, wie örtliche Könige oder Vasallen des Großkönigs herrschten. In königlichen Inschriften bezeichnete sich der Großkönig als „König der Könige“ und vertrat einen universellen Herrschaftsanspruch, indem er sich als „König der Länder und Völker“ bezeichnete. Mit diesen Titeln führten die Achämeniden die Tradition der Herrschaftskultur des neuassyrischen Großreichs weiter.
Für Thronwirren sorgte wiederholt das Recht der Purpurgeburt. Es war persische Sitte, dass das Königtum an den Sohn des Herrschers überging, der als Erster in der Regierungszeit geboren wurde, und alle vorher geborenen Söhne missachtet wurden. Tatsächlich wurde dieses Recht nach Gründung des Großreiches nur einmal explizit angewandt, als Xerxes I. gegenüber seinem Halbbruder Artobazanes den Vorzug erhielt. Andere Königssöhne, namentlich Bardiya und Kyros der Jüngere, versuchten vergeblich, dieses Recht geltend zu machen, und erhoben sich in der Folgezeit gegen ihre Brüder. Artaxerxes III. eliminierte diese Ansprüche von vornherein, indem er seine Geschwister ermordete.

### Kultur und Gesellschaft
Die prägenden Merkmale für die Kultur und Gesellschaft im Kernland der Achämeniden waren Traditionen und Kontinuität.
Wie bereits erwähnt führte der Typ eines institutionalisierten Haushalts – zentriert um den Königspalast, wie er unter den Achämeniden im späten 6. Jahrhundert v. Chr. in Fars auftrat – die vom neuelamischen Königtums des 7. Jahrhunderts v. Chr. entwickelte Form weiter. Die achämenidisch-elamische Amtssprache der Verwaltung von Persepolis war eine Adaption der neuelamischen Sprache, die im Südwesten Irans eine lange Tradition hatte. Das Vokabular, das in den Verwaltungsarchiven von Persepolis verwendet wurde, erinnert an die Sprache des Archivs der Akropolis von Susa aus dem späten 7. bez. frühen 6. Jahrhundert v. Chr.
Über das Festungsarchiv von Persepolis ist feststellbar, dass die Teispiden nach der Machtergreifung von Dareios I. am Hof integriert blieben und großes Prestige genossen. Für Kambyses II. wurden regelmäßig Opfer auf Staatskosten abgehalten. Die Halbschwester von Kambyses II. und Gemahlin von Dareios I., Artystone, verwaltete den früheren Palast ihres Halbbruders in Matannan. Basierend auf den Aufzeichnungen des Verwaltungsarchivs war Artystone nach dem König und der Geschäftsfrau Irdabama wirtschaftlich die drittmächtigste Person. Die Siegel spielten eine große Rolle bei der Authentifizierung und Autorisierung von wirtschaftlichen Transaktionen und der Beamte, der ein Siegel einer angesehenen Persönlichkeit handhaben durfte, genoss großes Ansehen. Das Siegel des Kyros I. auf der Tontafel PFS 0093 der Verwaltungsarchive von Persepolis ist ein weiterer Hinweis auf die Bereitschaft des Dareios I., Brüche zu vermeiden und die Kontinuität mit der vormaligen Herrscherfamilie aufrechtzuerhalten.
Erwähnenswert ist hier auch die Stellung der Frau, die im Achämenidenreich über weitgreifende Rechte verfügte. Ob es sich dabei um eine totale Gleichberechtigung handelt, wie Teile der modernen Forschung glauben, ist zweifelhaft. Sicher ist aber, dass zumindest in den Gebieten des Reiches, die unter der Kontrolle des Großkönigs unterstanden, Frauen in hohen Positionen bei gleicher Entlohnung wie bei Männern standen.
In den einzelnen Reichsteilen wurden die kulturellen Traditionen der Zeit vor der persischen Eroberung gewahrt. Die vorachämenidischen Strukturen blieben intakt, und die Ausübung örtlicher Traditionen, wie beispielsweise religiöse Kulthandlungen, wurden toleriert und zum Teil auch gefördert. Die bekanntesten Beispiele hierfür sind die Berichte aus der Bibel, die die Perser als milde und tolerante Herrscher auftreten lassen. In Babylon scheint eine größere persische Bevölkerung angesiedelt worden zu sein; des Weiteren fanden – vor allem nach Aufständen – größere Umsiedlungsaktionen statt, von denen insbesondere Herodot, aber auch die Alexanderhistoriker zu berichten wissen. Zwar wurden bestenfalls die obersten Schichten der Gesellschaft persisch geprägt, diese aber auch nachhaltig. So existierten nach dem Zusammenbruch des Alexanderreiches in manchen Gebieten wie beispielsweise Atropatene lokale Fürstentümer fort, die weiterhin achämenidisch-persische Traditionen pflegten.

### Kunst

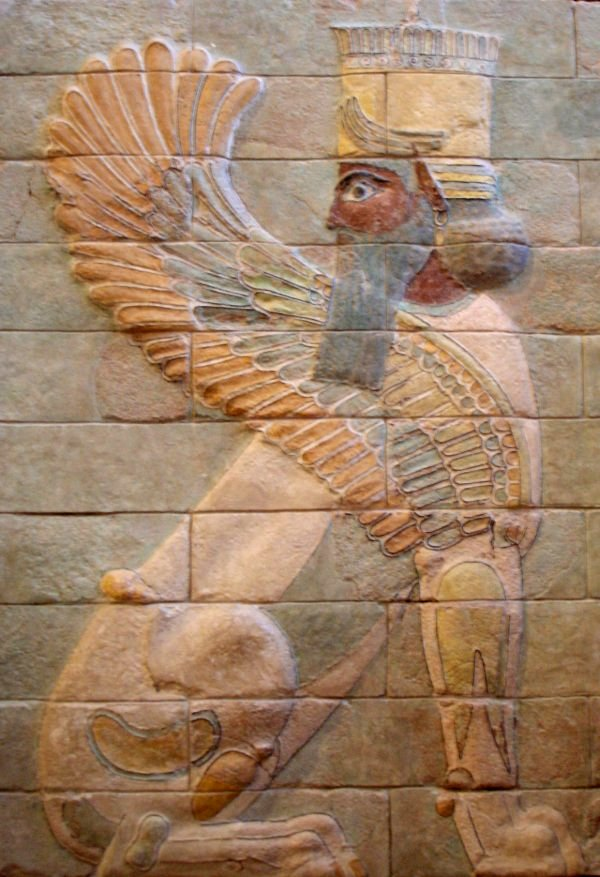
Relief eines geflügelten Sphinx aus glasierten Ziegeln aus dem Palast des Dareios I. in Susa, heute im Louvre

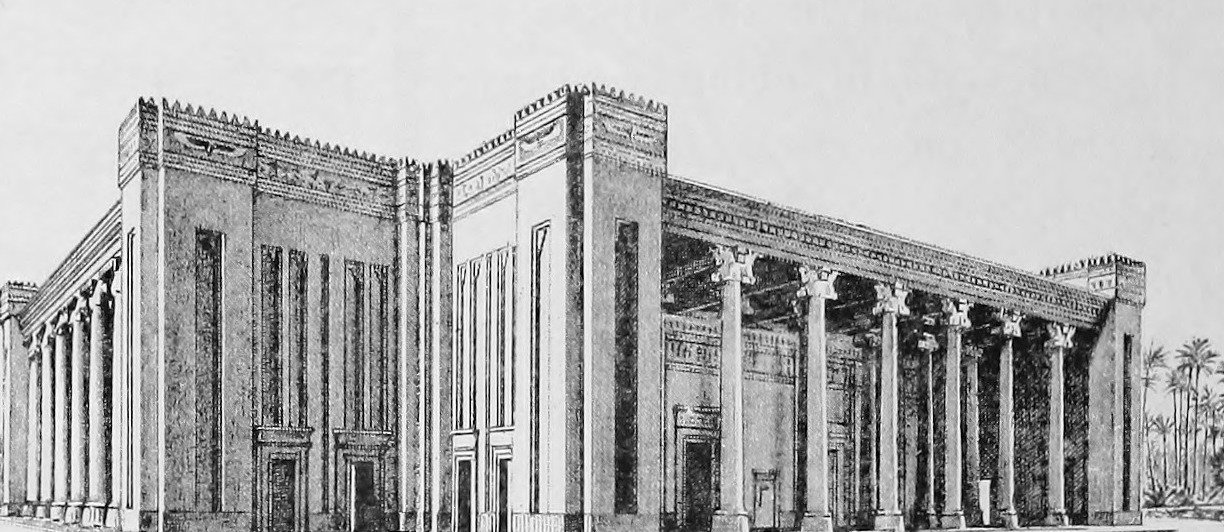
Palast von Dareios I. in Susa

In diesem Zusammenhang ist auch die Entwicklung der persischen Kunst jener Zeit zu verstehen. Als ursprünglich nomadisches Gebirgsvolk hatten die Perser keine eigens entwickelten künstlerischen Traditionen. In der Frühzeit bedienten sie sich vor allem elamitischer Vorbilder; nach der Expansion des Reiches kamen mesopotamische, kleinasiatische, griechische (vor allem ab dem 4. Jahrhundert v. Chr. im Sinne eines „Vorhellenismus“) und ägyptische Einflüsse hinzu. So zeigen sich die Paläste aus der Zeit von und nach Dareios I. als Vermischung der verschiedenen Kunstformen des Reiches. Reliefs und Skulpturen sind stark mesopotamisch und ägyptisch beeinflusst, die Architektur bedient sich vor allem ägyptischer und griechischer Vorbilder.
Der überwiegende Teil der erhaltenen achämenidischen Kunst kann als „Reichskunst“ bezeichnet werden, die zur Rechtfertigung und Verherrlichung des Herrschers in dessen Auftrag geschaffen wurde.
Das Relief ist die bekannteste Kunstform des Achämenidenreiches. Dennoch ist die Verbreitung auf das Kernland des Reiches, und hier insbesondere auf Palastanlagen und Königsgräber beschränkt. Dargestellt werden in der Regel Szenen und Personen des königlichen Hofes oder mythologische Figuren und Szenen. Die Reliefs dienten vor allem der Darstellung der Macht des Großkönigs. Daher tauchen häufig in seinem Gefolge Vertreter der wichtigsten Völkerschaften des Reiches auf. In diesen Darstellungen leisten sie dem Großkönig entweder Tribut, oder sie erscheinen als Träger des Königs auf dem Thron. In anderen Darstellungen bezwingt der Großkönig eigenhändig Löwen oder menschliche Feinde. Als Inbegriff dieser Verherrlichung des Großkönigs gelten Relief und Inschrift von Behistun, in welcher Dareios I. die Siege über seine Feinde darstellt.
Die Reliefs wurden häufig mit kostbarem Material wie etwa Lapislazuli veredelt und farbig bemalt. Bei den Palästen in Susa wurden sie, wohl nach babylonischem Vorbild, aus glasierten Ziegeln hergestellt, so dass die ursprüngliche Bemalung erhalten geblieben ist. Ebenso ist bekannt, dass in achämenidischer Zeit Glasarbeiten angefertigt wurden.

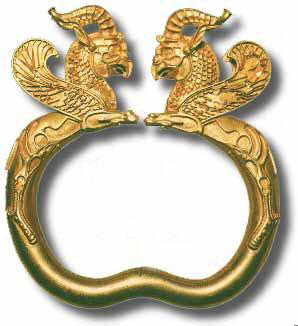
Persisches Goldarmband

Weit verbreitet war auch die Kunstform der Plastik. Dabei sind vor allem kleinere Arbeiten aus wertvollem Material wie Elfenbein, Lapislazuli oder Gold bekannt. Sie kennzeichnen sich, ebenso wie Schmuck, Geschirr und andere kleinere Gegenstände, durch äußerst aufwändige und detaillierte Verarbeitung und Verzierung. Dargestellt werden in der Plastik meistens adelige Personen, Tiere oder Fabelwesen. Andere Gegenstände verzichten meistens auf konkrete Darstellungen und sind mit Ornamenten verziert. Unbekannt ist, wie weit verbreitet die Teppichknüpferei zu jener Zeit war. Auf den Reliefs finden sich vereinzelte Darstellungen von Teppichen mit aufwändigen Mustern. Solche Teppiche wurden wegen der begrenzten Haltbarkeit des Materials jedoch kaum gefunden.
Die Architektur ist vor allem durch die Palastbauten in Persepolis, Susa und Pasargadae bekannt. Es handelt sich um monumentale Anlagen, in denen sich viele architektonische und künstlerische Elemente aus allen Bereichen des Achämenidenreiches wiederfinden. So erinnern die großen Säulenhallen an ägyptische Bauten oder die Reliefkunst an Mesopotamien. Die plastische Bildhauerei mag griechische Einflüsse zeigen. Diese Bauten wurden vor allem zum Zweck der Machtdemonstration errichtet, es wurden hier Gesandtschaften aus vielen Ländern innerhalb und außerhalb des achämenidischen Herrschaftsbereiches empfangen.
Erwähnenswert sind in diesem Bereich die Felsgräber der Großkönige, die zunächst in Naqsch-e Rostam, später in Persepolis entstanden. Ähnliche Felsgräber sind vor allem aus Kleinasien bekannt.

### Religion
Die Religion des Achämenidenreichs kann in drei Bereiche geteilt werden. Es gab die Staatsreligion der Könige und deren Ideologie, die Verehrung von elamischen und iranischen Göttern durch die Perser und die Religionen der unterworfenen Völker.
Die Herrscherkultur der Achämeniden, wie sie sich in den Monumentalbauten und der Ikonografie äußert, hatte das Ziel, die Welt von der Legitimität ihrer Universalherrschaft zu überzeugen. Die Nähe des Königs zum nationalen Gott und die religiösen Assoziationen bei der Gründung des Reichs wiesen viele Elemente der Herrscherideologie des Neuassyrischen Großreichs auf. Dazu gehörte das Auserwähltsein durch den höchsten Gott und die Wiederherstellung der göttlichen Ordnung unter seinem Stellvertreter. Bei den Assyrern war der oberste Gott gleichzeitig der König über das Reich und sein menschlicher König sein Vizeregent und oberster Priester. Bei den Achämeniden empfing der König sein Reich vom höchsten Gott und handelte in seinem Auftrag. Zu den gemeinsamen religiösen Symbolen zählen das Geflügelte Symbol, die Ikonografie der Könige, die Auflistung von göttlichen Zeichen zur Legimitierung des Königsanspruchs, die moralische Überlegenheit und die Darstellung der Feinde als Sünder gegen die vom höchsten Gott eingesetzte Ordnung. Das Erbe der assyrischen Herrscherkultur ermöglichte den Achämeniden, eine eigene Ideologie von universeller Dominanz mit der Legitimation ihres höchsten Gottes zu formen.
Laut dem Festungsarchiv von Persepolis war der elamische Humban neben dem iranischen Mišdušiš die beliebteste Gottheit bei den Opferriten im Kernland der Achämeniden und lag weit vor den Ausgaben für Opfer für Auramazdā, der nach den Königsinschriften der Gott des Königs und seines Reichs war. Ahuramazdā ist der einzige in den frühen achämenidischen Königsinschriften aufgeführte Gott. Die Gottheiten Anahita und Mithra finden sich erst ab der Regierungszeit von Artaxerxes II., die über die Inschriften A2Ha, A2Sa und A2Sd überliefert sind. Über Auramazdā selber, seine Charaktereigenschaften und seine Bedeutung besteht nach wie vor in der Wissenschaft keine Einigkeit, ebenso wenig wie der Einfluss vom Avesta auf die Religion der Perser. Entgegen der früheren Meinung ist erwiesen, dass während der Herrschaft der Achämeniden, wie bei indoiranischen Opfer üblich, Tieropfer ausgeübt wurden. Zum Beispiel ist ein Tieropfer auf dem Zylindersiegel PT5 36 dargestellt, das im Thronsaal von Persepolis gefunden wurde. Das Siegel zeigt ein Tier mit langen Hörnern. Eine Figur mit einem Scimitar in der linken Hand hat mit ausgestrecktem rechten Arm das Tier mit der Rechten am Horn gepackt. Zwei Begleiter stehen hinter ihm. Ein weiteres totes Tier liegt darunter.
Die Achämeniden tolerierten grundsätzlich die verschiedensten Religionen unter ihrer Herrschaft. Nur in Ausnahmefällen gingen sie gegen sie vor, wie im Fall der Zerstörung der Tempel auf der Akropolis von Athen durch Xerxes I. 480 v. Chr.

#### Das Avesta
Bis vor wenigen Jahrzehnten galten die Achämeniden als Zoroastrier. Die Eigenschaften für die Etablierung dieser Einschätzung waren die Verehrung von Ahura Mazda als einzigen Gott und die Verneinung von Tieropfern und allen anderen religiösen Glaubensrichtungen.
Die Grundlagen für diese Annahme wurde Mitte des 19. Jahrhunderts geschaffen, als man sich darüber einig war, dass in den Gathas das Herz des Avesta liegt und der Charakter Zarathustra der Autor dieser siebzehn Dichtungen war. So wurde die achämenidische Religion nicht mit dem Avesta als kulturelles Moment im weiteren Sinne verglichen, sondern mit der mutmaßlichen Lehre seines ältesten Teils.
Mit der Entdeckung der Verwaltungsarchive von Persepolis und deren Integration in die wissenschaftliche Diskussion wurde offensichtlich, dass das religiöse Bild, das man sich von den Achämeniden gemacht hatte, der Realität nicht standhielt.
Mit neuen Ansätzen wurde versucht, der berechtigten Frage nach der Beziehung zwischen achämenidischer Religion und dem Avesta nachzugehen. Denn beiden Religionen sind die Merkmale einer Verehrung von Ahura Mazda als größtem Gott und der Ablehnung der Daevas gemeinsam. Im Mittelpunkt der neuen Ansätze stand das Avesta, da die Dokumente der Achämeniden im Gegensatz zum Avesta lokalisierbar, datierbar und im Fall der Verwaltungsarchive von Persepolis eindeutig sind.
In den überlieferten Manuskripten besteht das Avesta aus dem Nebeneinander von zwei Liturgien, die beide Anthologien sind. Das Rezitativ der langen Liturgie wurde zu einem genauen rituellen Zweck zusammengesetzt, um Texte aus verschiedenen Zeiten und vielleicht verschiedenen Schulen zu verschmelzen. Das Resultat war der Bruch der Texte mit den Ritualen, für die sie ursprünglich bestimmt waren. Dies gilt speziell für die Gathas, die über das jüngere Avesta überliefert sind. Es gilt aber als sicher, dass die konstituierenden Texte des Avesta zur Zeit von Dareios I. existiert haben und eine Verbindung zwischen ihnen und der achämenidischen Religion besteht. Sie zeigt sich in der terminologischen Charakteristik der Avesta-Texte in allen existierenden achämenidischen Quellen. Es handelt sich um Begriffe wie zum Beispiel „die anderen Götter“ in der Behistun-Inschrift, der als elliptischer Begriff für „diejenigen die gewesen sind, die sind und die sein werden“ ebenfalls in den Gathas nachgewiesen wird. Weitere Hinweise sind gemeinsame Namen von Gottheiten und sogenannte Zitatnamen, die als Personennamen in authentischen Sprachzeugnissen definiert sind. Beispiele für Zitatnamen sind Achaimenes, Dareios oder Artaxerxes.

### Wirtschaft

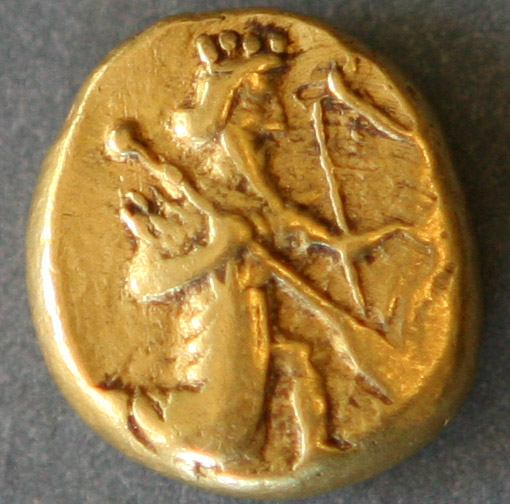
Dareikos

Da der größte Teil des Achämenidenreiches noch ländlich geprägt war, war wie zu jedem Zeitpunkt im Altertum die Landwirtschaft die Grundlage der Wirtschaft. Es sind auch aus trockenen Gebieten Agrargebiete bekannt, die mit so genannten Qanaten bewässert wurden. In den Randzonen des Reiches, insbesondere in Zentralasien, war jedoch vor allem die nomadische Lebensweise, die auf Viehzucht aufbaute, maßgebend. Die relativ einheitlichen Wirtschaftsregelungen erleichterten auch den Handelsverkehr, der von allen Seiten in das Reich ein- und ausströmte. Vermutlich hat auch schon die Seidenstraße existiert. Griechische Quellen sprechen von der „persischen Frucht“, dem Pfirsich, der jedoch aus China stammt. Daneben wird spekuliert, ob die um 500 v. Chr. in China schlagartig einsetzende Eisenverarbeitung vom vorderen Orient ausging.
Handelszentren waren wie in vorachämenidischer Zeit die großen Städte wie Babylon, Susa oder Tyros. In Babylon ist reges kommerzielles Treiben durch mehrere Bankhäuser nachgewiesen. Hier wurden auch Wissenschaften wie Astronomie und Mathematik betrieben. Tyros fungierte als Tor zum Mittelmeer, besonders durch den regen Kontakt zu den phönizischen Kolonien.
Das wirtschaftliche Leben wurde genau aufgezeichnet und lässt sich zum Teil aus den Tausenden von Tontäfelchen, die in Persepolis gefunden wurden, rekonstruieren. Daneben geben auch die Darstellungen der Tributbringer in Persepolis Aufschluss über wirtschaftliche Besonderheiten der einzelnen Reichsteile.

### Militärwesen

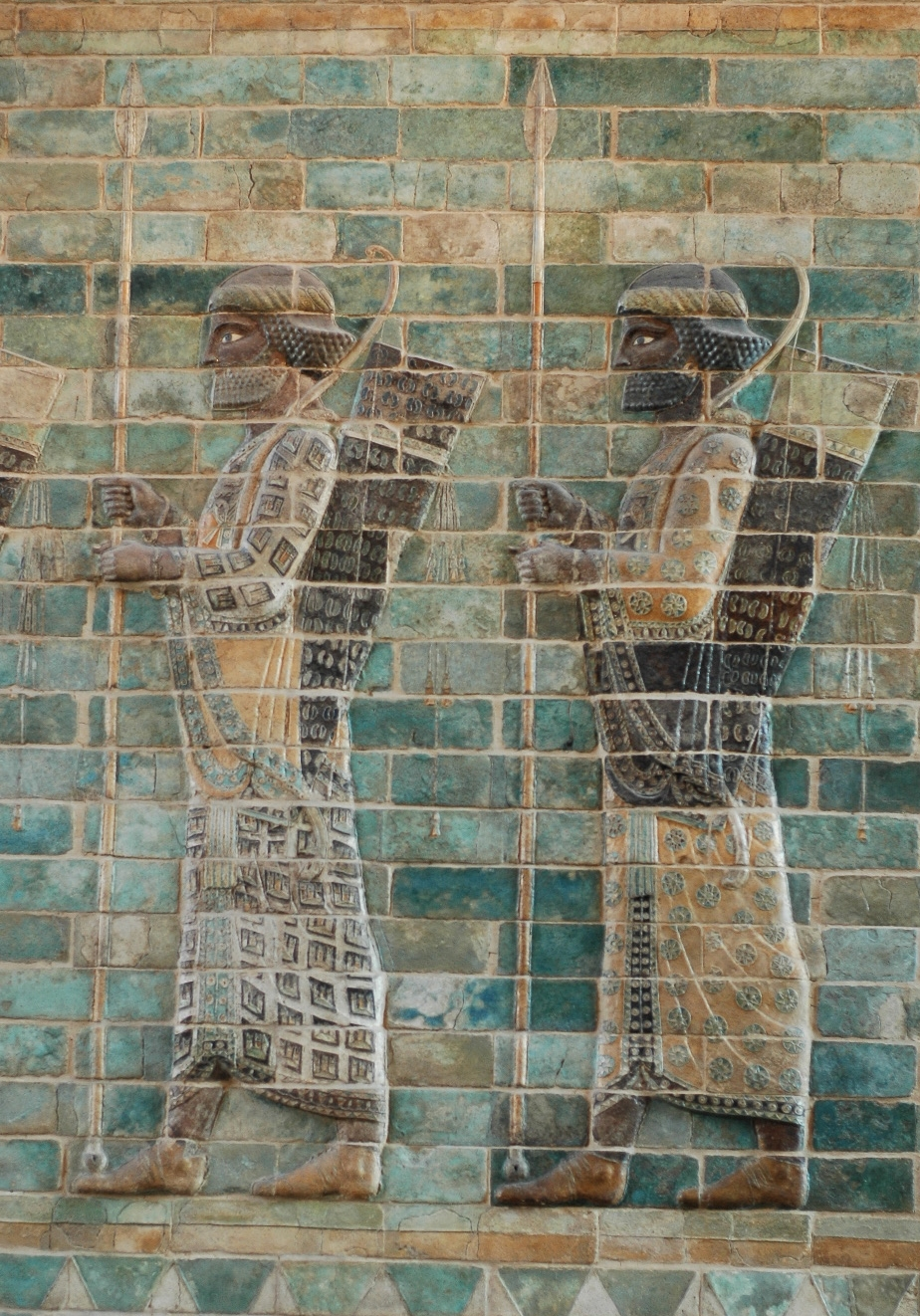
Die „Unsterblichen“, Relief aus Susa

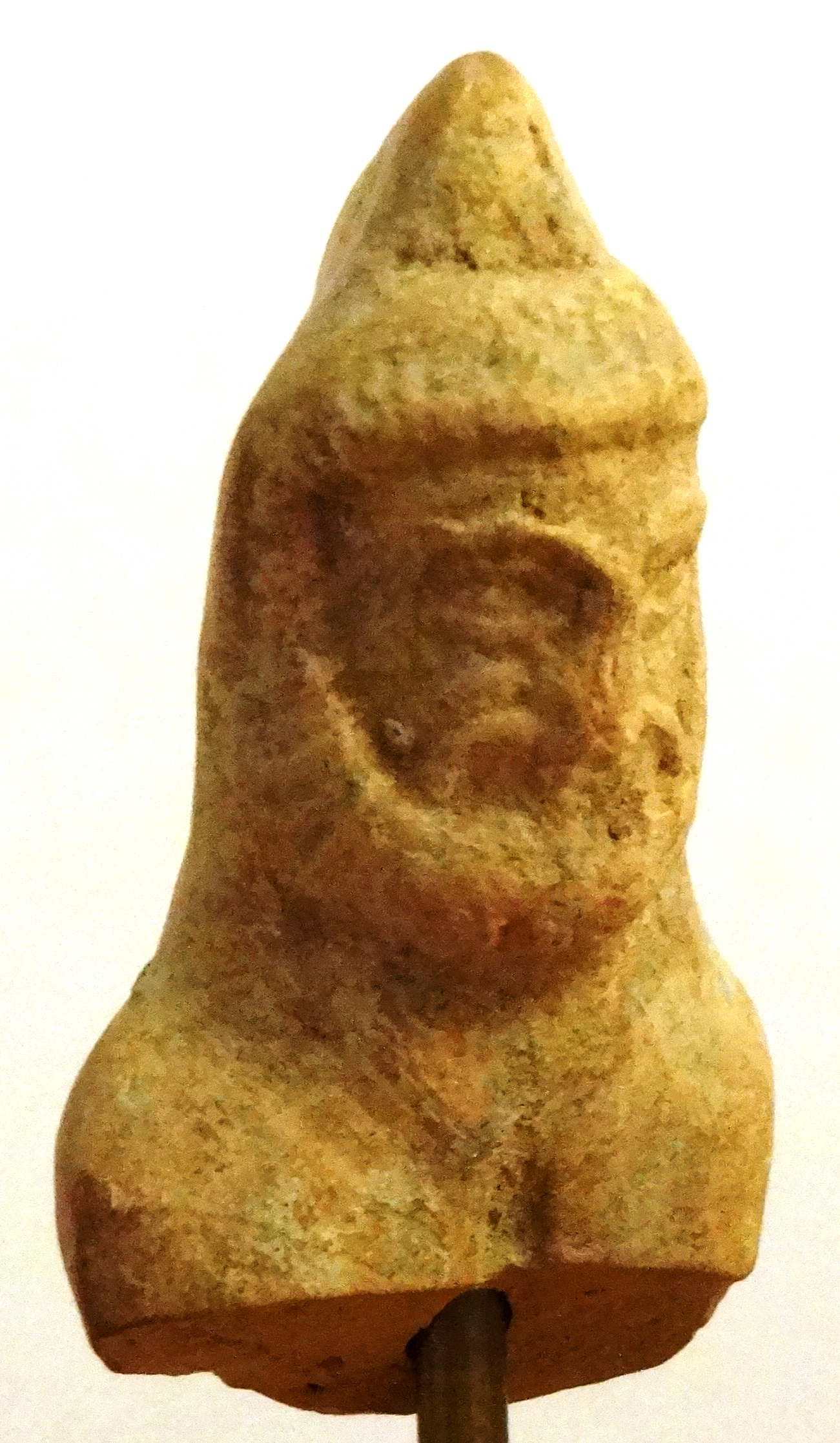
Antikes Tonköpfchen achämenidischer Reiter, ca. 4,7 cm hoch

Bis zu Zeiten Dareios’ I. war das persische Heer vor allem ein Milizheer. Es führte noch alte nomadische Traditionen fort und hatte seinen Schwerpunkt in Infanterie und Bogenschützen. Unter Dareios I. wurde eine Art stehendes Heer eingeführt, das in Garnisonen durch das ganze Reich verteilt war. Es gliederte sich in Streitwagen-, Kamel- und Pferdereiter-, Lanzenträger- und Bogenschützenverbände. Bekannt ist, dass es sowohl eine leichte als auch eine schwer gepanzerte Kavallerie gab. Im Fall größerer kriegerischer Auseinandersetzungen, wie etwa der Griechenlandinvasion des Xerxes oder des Widerstandes gegen Alexander, wurde ein so genanntes Reichsaufgebot ausgehoben, welches aus Einheiten der einzelnen Völkerschaften des Reiches mit ihrer typischen Bewaffnung bestand. Die griechischen Geschichtsschreiber sprechen meistens von Heeren in Millionengröße, doch hat die moderne Forschung erwiesen, dass diese Berichte sehr stark übertrieben sind. Dennoch handelte es sich um die größten Truppenverbände ihrer Zeit.
Die wohl bekannteste Einheit der Achämenidenzeit waren die Unsterblichen, ein Verband von zehntausend Mann, von denen eintausend als königliche Leibgarde dienten. Diese Truppe rekrutierte sich ausschließlich aus Persern, die dem Großkönig treu ergeben waren. Herodot zufolge rührt der Name von der Tatsache, dass wenn ein Krieger fiel, stets ein neuer zur Stelle war, der dessen Platz einnahm. Daneben existierte (wohl als separate Einheit) die Garde der sogenannten Apfelträger.
Die Kampfstrategie war stets von den nomadischen Ursprüngen geprägt. Es wurde auf eine Überwältigung des Gegners mit Geschosssalven der Bogenschützen und Schleuderer gesetzt. Die dadurch verunsicherten Gegner wurden anschließend mit der Kavallerie aufgerieben. Gegen die schwer gepanzerten griechischen Truppen war diese Strategie weniger erfolgreich. Daher wurden in späterer Zeit auch zunehmend griechische Söldner verpflichtet, die meist an vorderster Front eingesetzt wurden.

## Chronologie und Stammbaum der Achämeniden
Die Forschung ist sich schon länger darüber uneinig, ob die Könige vor Dareios I. als Achämeniden bezeichnet werden dürfen. Manche bezeichnen die Vorgänger als Teispiden, die mit den Achämeniden höchstens weitläufig verwandt gewesen seien. Seit bald 100 Jahren hat die Frage der Genealogie der Achämeniden zusammen mit der Erörterung der Chronologie der achämenidischen Baudenkmäler und der Deutung der Königsinschriften zu einer Flut von wissenschaftlichen Beiträgen geführt. Die wissenschaftliche Diskussion ist bis heute nicht abgeschlossen.

## Nachwirkungen der Achämeniden

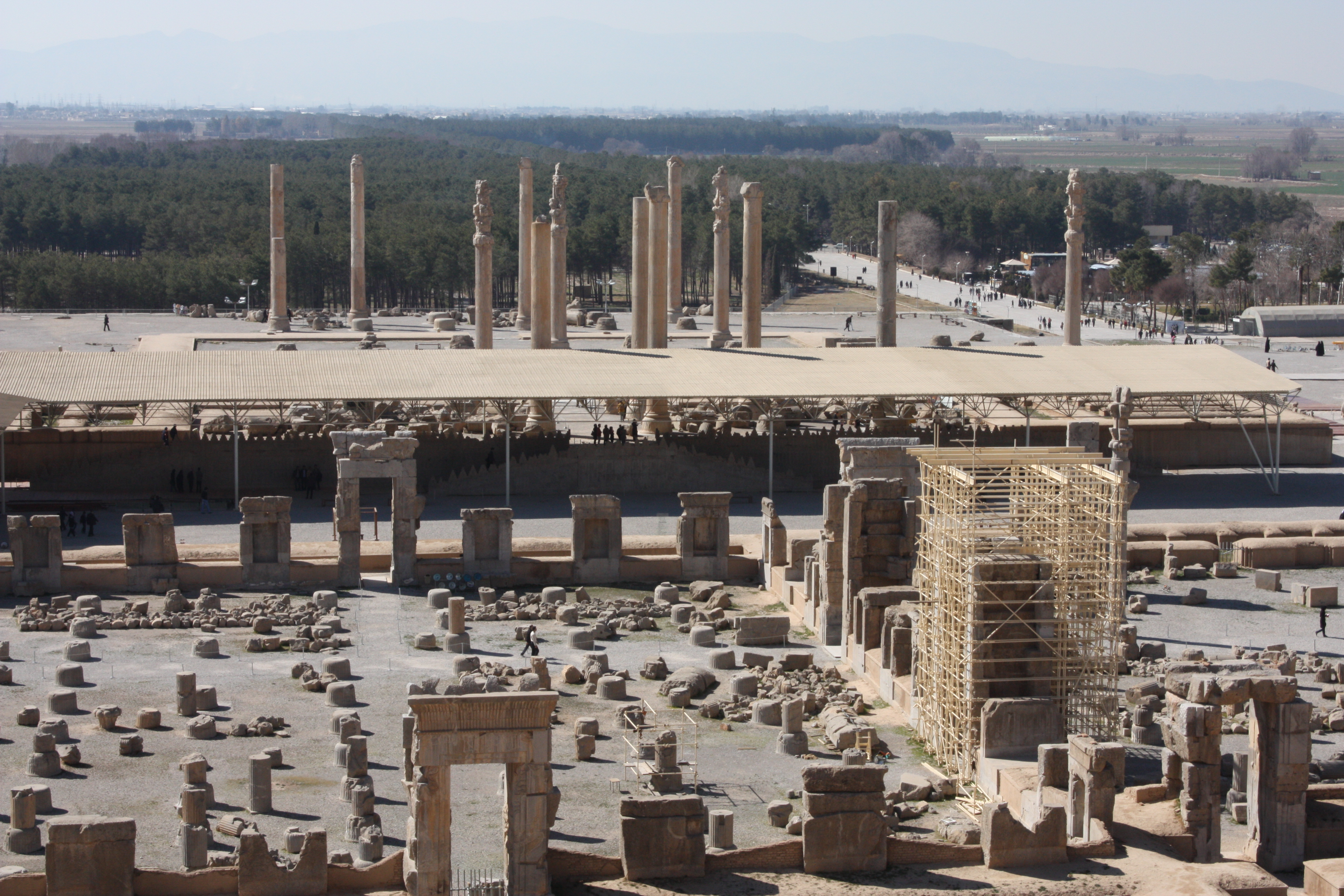
Die Ruinen von Persepolis

Das Achämenidenreich war der erste politische Körper, der den gesamten Vorderen Orient umfasste. Trotz vereinzelter Aufstände wurde dieser Bereich im Großen und Ganzen friedlich zusammengehalten, wenn auch nicht vereint. Die Verwaltungsstruktur der Satrapien war noch Jahrhunderte später maßgebend und ist möglicherweise auch in die römische eingeflossen. Eine tatsächliche kulturelle Nachwirkung des Achämenidenreiches auf die von ihm beherrschten Gebiete gab es, wenn überhaupt, nur sehr bedingt. Davon sind einige Nachfolgestaaten, die sich der Eroberung durch Alexander widersetzten, auszunehmen, hiervon ist vor allem Atropatene erwähnenswert.
Für die Griechen blieb das Achämenidenreich ein Symbol der Bedrohung, und der endgültige Sieg über die Perser durch Alexander war stets ein Ruhmesblatt für das griechische Selbstbewusstsein. Dabei flossen auch in die griechische Kultur persische Elemente ein. So gibt es beispielsweise Spekulationen, dass die Reliefs des Athener Parthenon persische Vorbilder hatten. Auch meinen manche Altphilologen, Platons Atlantis-Erzählung spiele auf das Perserreich an.
Auch in anderen Ländern, die außerhalb des achämenidischen Machtbereiches standen, sind persische Einflüsse nachweisbar. So werden als Vorbilder für manche indische Palastanlagen die persischen Residenzen genannt.
Die größten Auswirkungen hatte das Achämenidenreich aber natürlich für die Perser selbst. Noch Jahrhunderte später erinnerte man sich, dass es einst ein großes persisches Reich gegeben hatte, auch wenn genaueres Wissen darüber verlorengegangen war. So fügten die Sasaniden an bedeutenden achämenidischen Plätzen wie Behistun und Naqsch-e Rostam eigene Felsreliefs hinzu, um sich in die Tradition der Achämeniden zu stellen. Später ging das Wissen über das Achämenidenreich in Iran selbst wieder verloren und wurde erst durch westliche Forschungen und Ausgrabungen wieder geweckt. Der letzte Schah, Mohammad Reza Pahlavi, sah sich in der Tradition des Achämenidenreiches und lenkte die iranische Geschichtsbetrachtung ganz bewusst auf diesen Höhepunkt persischer Machtentfaltung. Auch heute noch verweisen viele iranische Nationalisten auf das Achämenidenreich. So wird etwa Persepolis, dessen tatsächliche Rolle im Achämenidenreich nicht bedeutender war als die von Susa oder Ekbatana, als Symbol der iranischen Nation verklärt.

## Forschungsgeschichte
Außerhalb Persiens waren die Eroberungen von Kyros II. und Dareios I. durch die Erzählungen in der Bibel und durch die Reisebeschreibungen von Herodot erhalten geblieben, aber im Innern des Landes waren die Erinnerungen an das erste große Weltreich verloren gegangen. Seit 1474 berichteten Reisende vom Volksglauben, dass das Grab von Kyros II. das Grab der Mutter von Salomo sei. Erst als 1802 der deutsche Altertumsforscher Georg Friedrich Grotefend die Inschriften von Persepolis als Hinterlassenschaft der Achämenidenkönige identifizierte, änderte sich die Situation. 1818 entdeckte Robert Ker Porter die Behistun-Inschrift und mit der Transliteration und Übersetzung der altpersischen Keilschrift durch Henry Creswicke Rawlinson wurde ein neuer Zugang zur Geschichte der Achämeniden gefunden.
Die ersten Fotografien wurden von Franz Stolze und Friedrich Carl Andreas 1882 veröffentlicht, die seit 1874 Fars bereisten. Marcel Dieulafoy war der erste einer langen Reihe von französischen Archäologen, die in Susa Grabungen vornahmen. Die Ergebnisse der französischen Délégation archéologique française en Perse wurden ab 1900 in den Mémoires de la Délégation en Perse veröffentlicht. Der letzte bekannte Reisende des 19. Jahrhunderts war George Curzon, der in seinem Reisebericht „Persia and the Persian question“ detaillierte Beschreibungen von den Orten, die er besucht hatte, hinterließ.
Ernst Herzfeld besuchte Pasargadae 1905 und schrieb seine Dissertation drei Jahre später unter Eduard Meyer. Mit den darauf folgenden Ausgrabungen von Teilen des Tors R, der Empfangshalle (Palast S) und dem Palast P in Pasargadae eröffnete er die Studien von Monumentalwerken der Achämeniden. 1931 leitete er die Ausgrabungen des Oriental Institute der University of Chicago in Persepolis und grub das Festungsarchiv von Persepolis aus. Sein Nachfolger Erich Friedrich Schmidt entdeckte zwischen 1935 und 1939 das Schatzhausarchiv von Persepolis und weitere Reliefs in Persepolis.
Im 20. Jahrhundert forschten Franzosen in Susa, Masdschid-i Solaiman, Bisabuhr und Ai Khanoum, Amerikaner und Italiener in Persepolis und Umgebung, Briten in Pasargadae und Hekatompylos, Italiener in Sistan, Japaner in Taq-e Bostan und Deutsche in Bisotun und Tacht-e Suleiman.